# Batalion Strzelców mjr. Franciszka Rymkiewicza
Batalion Strzelców – oddział piechoty armii koronnej wojska I Rzeczypospolitej.

## Formowanie i zmiany organizacyjne
Reformy Sejmu Wielkiego zwiększyły stany polskiej piechoty. Wiosną 1792 roku rozpoczęto organizację kilku batalionów lekkiej piechoty. Każdy z nich miał liczyć cztery kompanie. Kadra oficerską stanowili w dużej części oficerowie niemieccy.
Po kilku miesiącach bataliony zostały rozwiązane przez konfederację targowicką, a szeregowych żołnierzy wcielono do jej formacji.
Prawdopodobnie organizacja batalionu nie wyszła poza studium organizacyjne

## Żołnierze regimentu
Major i komendant
- Franciszek Rymkiewicz